# EAN 8

Code EAN 8

EAN 8 est un code-barres EAN à huit chiffres, selon un système global établi par l’European Article Numbering pour l'identification univoque d'objets. Sous forme de codes à barres, ces numéros peuvent être lus par un scanner optique.

## Utilisation
Le numéro EAN identifie des articles ou des unités logistiques de façon unique; il constitue la base de contrôle du flux des marchandises, du fabricant à Taïwan jusqu'au consommateur final à Paris, ou l'inverse.
Les codes EAN 8 sont des codes-barres à 8 chiffres; ils sont une version abrégée de l'EAN 13. Ils sont réservés aux produits de petite taille, comme les paquets de cigarettes, par exemple.

## Composition
Un code EAN 8 se compose de 8 chiffres : 
- Les deux ou trois premiers (préfixe) correspondent au pays de provenance du produit,
- les 2 ou 3 suivants sont le numéro de membre de l'entreprise participant au système EAN dans le pays cité en préfixe,
- les 2 ou 3 suivants sont le numéro d'article du produit ainsi marqué et
- le huitième est une clé de contrôle des sept précédents.

## Calcul de la clé de contrôle EAN 8
Le calcul de la clé de contrôle du code EAN 8 dont les 7 premiers chiffres sont 4719-512x (où x est la clé de contrôle que l’on cherche; le tiret ne fait pas partie du code à barres et est ajouté pour aider à la lecture), résulte du tableau suivant:
| Chiffres du code à barres | 4   | 7   | 1   | 9   | 5   | 1   | 2   |
| Poids                     | 3   | 1   | 3   | 1   | 3   | 1   | 3   |
| Résultat                  | 4*3 | 7*1 | 1*3 | 9*1 | 5*3 | 1*1 | 2*3 |
|                           | 12  | 7   | 3   | 9   | 15  | 1   | 6   |

1. Pour les poids, on alterne les valeurs 1 et 3.
2. On calcule ensuite la somme des résultats : 12+7+3+9+15+1+6 = 53
3. On soustrait à 10 le reste de la division par 10 de la somme précédemment calculée : 53/10 = 5 + reste (3) ⇒ 10-reste(3) = 7
(Si le résultat est 10, alors la clé de contrôle est 0, par exemple avec 4719-537x)

La clé de contrôle est donc 7, le code EAN 8 complet est donc 4719-5127.